# 붉은 산
〈붉은 산〉은 1932년 4월 《삼천리》 제37호에 발표한 김동인의 단편 소설이며, 부제는 〈어떤 의사의 수기〉이다. 민족의식을 자연주의적 경향으로 쓴 것으로, 일제강점기에 수난받는 민족과 조국에 대한 작가의 애정이 잘 나타난 역작이다.
내용은 만주에 이민해 가 있는 동포들의 촌락을 중심으로 '삵'이라는 주인공이 희생을 무릅쓰고 동포를 위해 투쟁한 영웅적인 행동을 그렸다. 1931년 벌어진 만보산 사건이 제작 동기가 된 것으로 여겨진다. 

## 줄거리
여(여기서 여는 '나 여' 자로, 작품의 1인칭 관찰자이다.)가 만주를 여행하던 동안 XX촌에 들렀다. 그 마을에 사는 정익호는 싸움질과 희롱을 일삼아어 마을 사람들에게 미움받았다. 호전적인 정익호는 '삵'이라는 별명을 얻으며 살았다.
어느 날, 마을의 나이 많은 노인인 김 첨지가 만주인 지주의 집에 갔다가 시체가 되어 돌아왔다. 의사인 여는 시신을 검시했고 마을 사람들은 지주에게 크게 분노하여 "원수를 갚자"는 말이 나왔다. 하지만 지주에게 가자고 나서는 사람은 없었다. 여는 보고만 있던 삵을 비난하고 그를 때린다.
다음날, 삵이 지주의 집에 갔다가 피투성이가 되어 돌아오게 된다. 삵은 여에게 붉은 산과 흰 옷이 보고싶다 말하고 애국가를 불러달라고 한다. 이윽고, 삵의 몸이 식었다.